# Abbazia laica

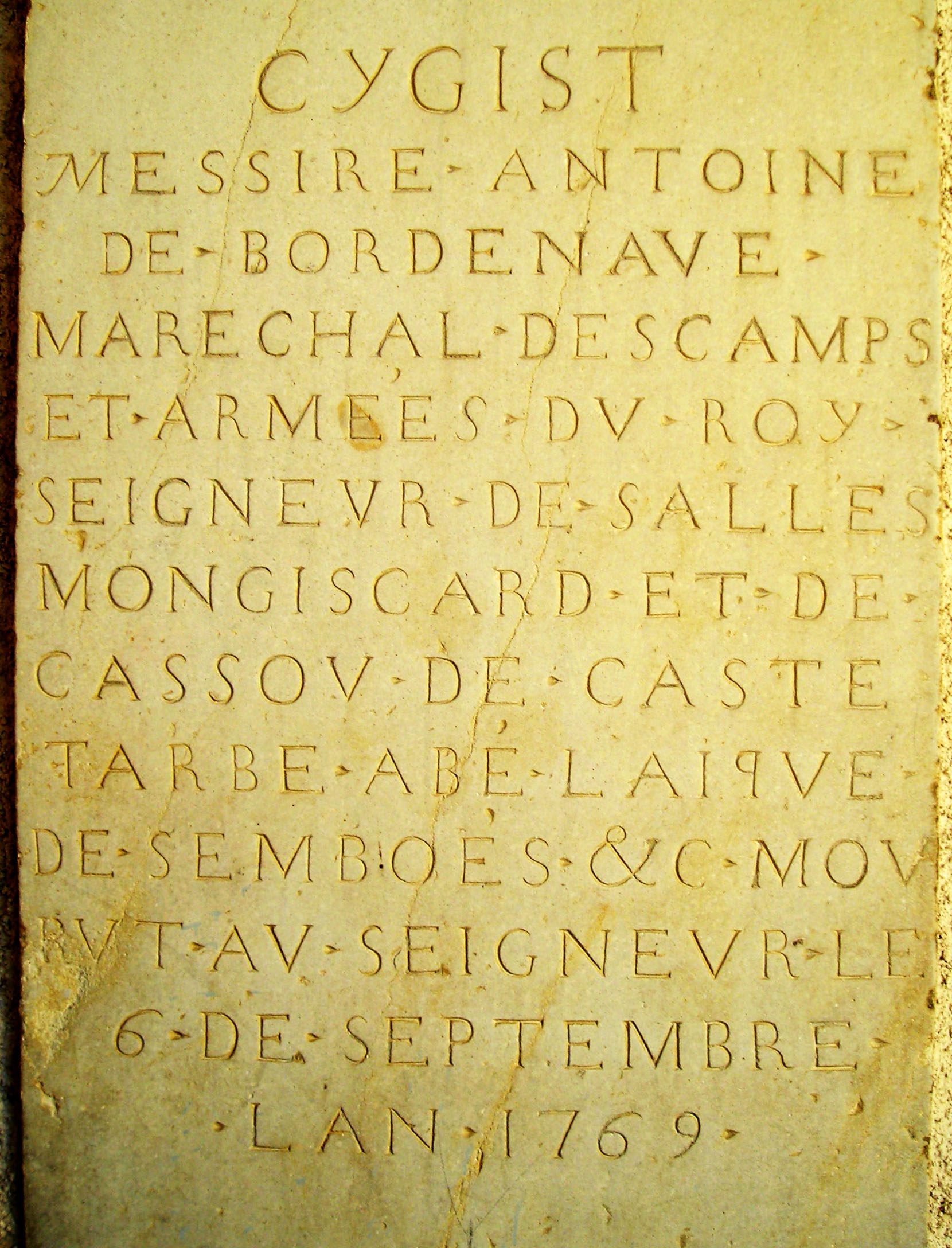
Pietra tombale nel comune di Saint-Boès (64) portante il nome di un'abbazia laica.

Un'abbazia laica è una fondazione del Medioevo, diffusasi ai piedi dei monti Pirenei, versante nord (Francia), parte occidentale. L'aggettivo laico indica che l'istituzione non apparteneva a un ordine religioso. Si possono identificare un centinaio di abbazie laiche, alcune delle quali certe solamente per congettura, a causa della scomparsa dei testi che le riguardavano.

## Presentazione
Il principio fondante era la creazione d'una parrocchia da parte di un signore, talvolta poco importante, magari un ricco contadino, al fine di goderne delle decime, rimanendo a lui il compito di mantenere una chiesa.
Pur non essendo un ecclesiastico, il signore nominava sè stesso "abate", termine comparso nell'XI secolo. In origine, il termine significava « padre », dal latino abbas, abbatus, derivato dall'ebraico abba.
Bisogna distinguere l'abitazione dell'abate, spesso chiamata l'abadia, dalla fondazione, che è una parrocchia d'una certa estensione.
Se si considera che la decima corrisponde al 10% degli introiti, bastavano una trentina di fattorie per costituire un'abbazia laica di valore.

## Localizzazione geografica
Le abbazie laiche esistevano principalmente nel Béarn, nella Bigorre e ai loro margini. A ovest, la Soule (Paesi baschi), a nord la Chalosse, il Tursan, poi il sud dell'Armagnac, l'Astarac, la Valle d'Aure. Globalmente, il bacino interno dell'Adour. Praticamente, non ci sono state abbazie laiche altrove. (Ciònondimeno, il canonico Ulysse Chevalier ha scritto su Les abbayes laïques et les présents de la ville de Romans sous les consuls, nel 1882).

## Storia

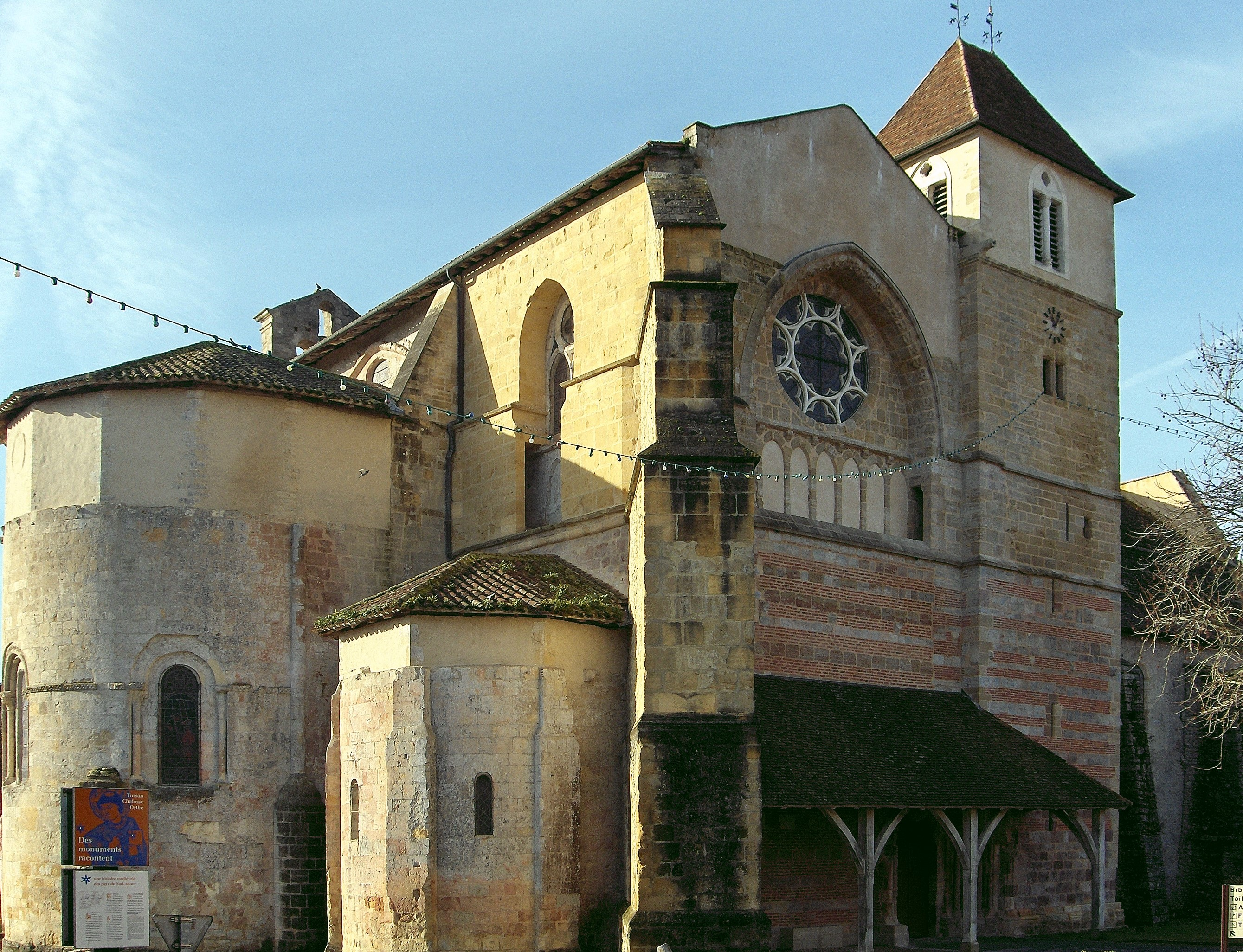
L'abbazia di Saint-Jean de Sorde

Secondo le ipotesi messe insieme a seguito delle tesi di Marca, queste fondazioni sarebbero consecutive all'Impero carolingio, allorché l'Islam si avvicinò ai Pirenei. Di fronte alla minaccia d'invasione, illustrata sull'Adour dalle incursioni dei Vikinghi nel IX secolo, la Chiesa tollerava queste fondazioni che permettevano d'assicurare la sua presenza in territori di evangelizzazione recente o incerta.
Questa interpretazione è discussa dagli storici e archeogeografi moderni, che vi vedono dei costumi locali di distribuzione della decima perdurare sotto questa forma; i costumi potevano ricollegarsi agli Aquitani antichi o proto-baschi, su terre ove il feudalesimo era recente.
Certe abbazie laiche sono divenute fiorenti, con potenti signori, altre sono rimaste modeste parrocchie, o sono talvolta cadute in stato di abbandono e sono state riprese da abbazie conventuali, come fu, ad esempio, l'abbazia di Saint-Jean de Sorde.
Verso la fine dell'Alto Medioevo, numerosi conflitti ebbero luogo con la Chiesa, che voleva spossessarsi di introiti quando non vi fu più l'onere della minaccia dell'Islam. Successe ugualmente al Delfinato, liberato dei Saraceni e dei Normanni nel 975, vivendo in seguito un periodo di anarchia feudale pregiudizievole alle signorie ecclesiastiche fino alla fine del XII secolo e all'arrivo dei vescovi riformatori.
Ci possono essere due abbazie laiche o più in un attuale comune.

## Nel Béarn

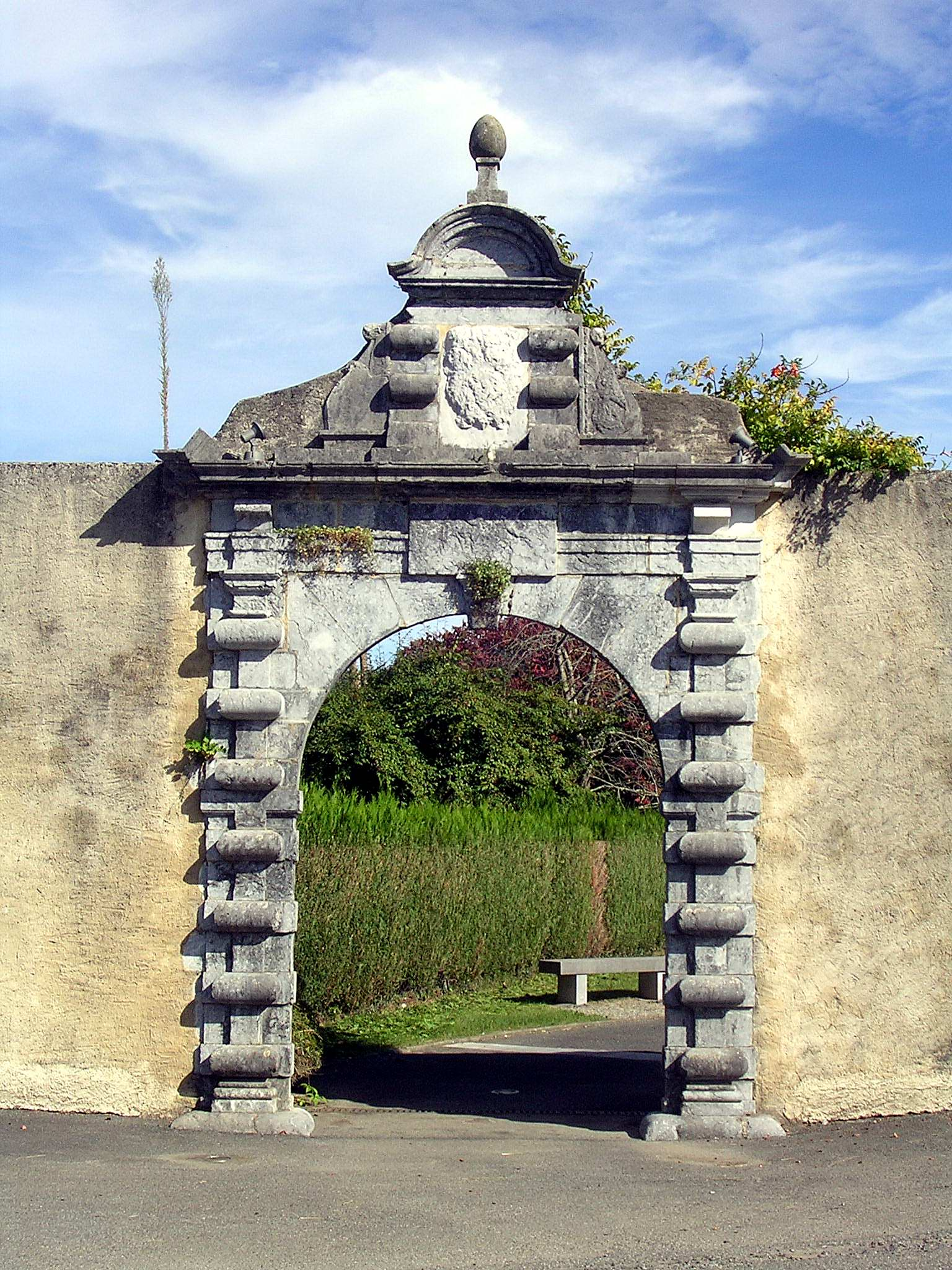
Portale, ultima vestigia dell'abbazia laica di Aramits.

Un'abbazia laica designava nell'antico Béarn una prebenda o un bene ecclesiastico nelle mani di un laico, trasmissibile ai suoi discendenti. Alcune di queste abbazie permettevano inoltre di conferire la nobiltà ai loro proprietari. È il caso, ad esempio, di quella di Aramits, eretta in « domengeadure », cioè in casato nobile da Gaston Fébus verso il 1376. La famiglia di Aramits, la cui ortografia varia secondo le epoche (Aramis, Aramitz), restò proprietaria di questo dominio fino al giorno in cui il figlio del celebre moschettiere immortalato da Alexandre Dumas lo vendette a un cugino.

## In letteratura
È comune confondere « abate del clero » e « abbate laico », Alexandre Dumas non ne è stato esente con il personaggio di Aramis dei Tre Moschettieri, trasformazione di Henry d'Aramitz, facendone un abate, un religioso, forse un vescovo. Il modello del suo personaggio era abate laico e allo stesso tempo protestante. Maria d'Aramitz, la sorella del di lui padre Charles d'Aramitz, sposò Jean du Peyrer, altro abate laico (Trois-Villes). Da questa unione nacque Jean-Armand du Peyrer, il celebre conte di Tréville. Secondo Paul Raymond, vi erano due abbazie laiche ad Aramits: l'Abadie-Susan e l'Abadie-Jusan.

## Onomastica

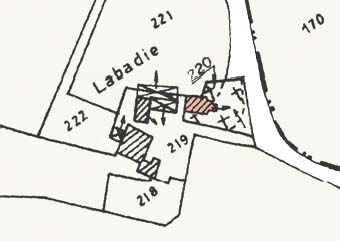
La chiesa di Sunarthe (Sauveterre-de-Béarn), in rosso sul catasto, presso un casato portante il nome di Labadie.

In assenza di cartulari, di registri delle terre o di notai, si possono distinguere le abbazie laiche da certi indizi, come una chiesa in aperta campagna, talvolta lontana dal borgo e fiancheggiata da una casa importante che porta spesso il nome di « Labadie » sul catasto, si trova anche « Castèth » o « Lassalle » (piazza o casaforte). In alcuni casi, si trovano chiese fortificate, facenti corpo con una torre, o una torre-portico avente forse una dimora.
Il nome « Abadie » e i suoi derivati « Labadie », « Dabadie », « Labadiole » è il patronimico più diffuso attualmente negli Alti Pirenei, mentre si trova il patronimico « Aphatie » nella Soule.

## Patrimonio edilizio
A Castet, la Tour Abadie è il nome dato alle vestigia delle fortificazioni degli abati laici del posto